# اتبابعة (المجنية)
اتبابعة هو دُوَّار يقع بجماعة الجوالة، إقليم قلعة السراغنة، جهة مراكش آسفي في المملكة المغربية. ينتمي الدوّار لمشيخة المجنية التي تضم 20 دواوير. يقدر عدد سكانه بـ 1235 نسمة حسب الإحصاء الرسمي للسكان والسكنى لسنة 2004.

## روابط خارجية
- البوابة الوطنية للجماعات الترابية
- المندوبية السامية للتخطيط